# St. Maria (Windisch AG)

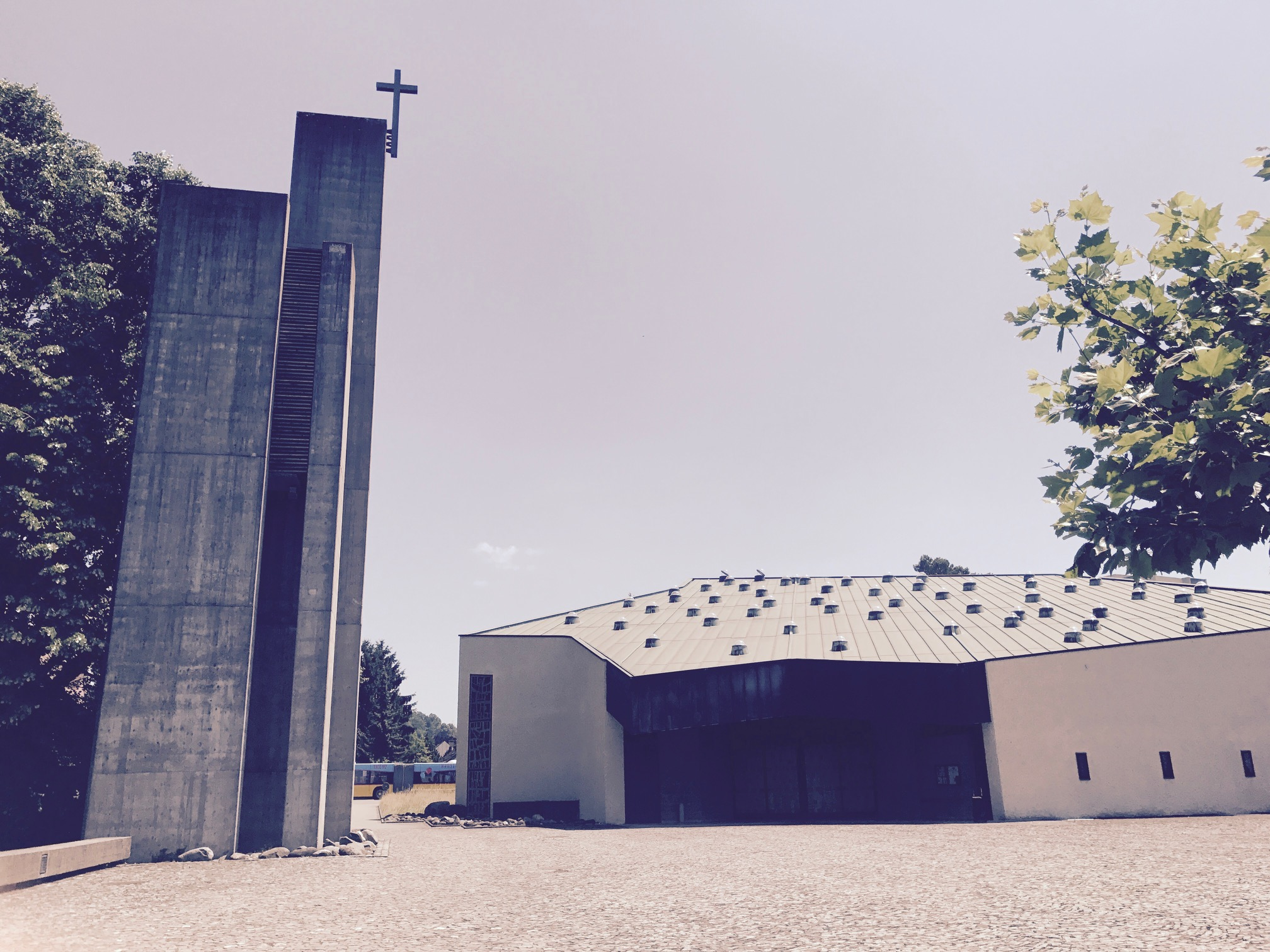
Römisch-katholische Pfarrkirche St. Maria

Die Kirche St. Maria ist eine römisch-katholische Pfarrkirche auf dem Gebiet der Gemeinde Windisch im Kanton Aargau. Sie befindet sich an der Hauserstrasse und ist ein Kulturgut von regionaler Bedeutung.

## Baugeschichte und Beschreibung
Das Kirchengebäude entstand 1963/64 nach Plänen der Architekten Ruth und Edi Lanners aus Zürich, die 1962 als Sieger aus einem Projektwettbewerb hervorgingen. Im Spätherbst 1964 begannen die Bauarbeiten für den freistehenden Sichtbeton-Glockenturm. Die Kirchweihe erfolgte am 27. Mai 1965 durch Bischof Franziskus von Streng. Als Standort war schon 1950 eine Landparzelle südwestlich des Amphitheaters ausersehen worden. Das eingeengte Terrain mit der lärmigen Landstrasse im Südosten legte eine Konzentration des Pfarreizentrums mit seinem vielfältigen Raumprogramm (Kirche, Säle, Sitzungs- und Sekretariatsräume, Unterrichtszimmer und Bibliothek, sowie Pfarrwohnung, Gäste- und Angestelltenzimmer) um einen ruhigen Innenhof nahe, der sich zum römischen Theater hin öffnet. Die als einfache, reine Zweckbauten aus kantigen Baukuben konzipierten Annex auf dem von der Strasse entfernteren Terrain ordnen sich der Kirche unter.

## Architektur
Der in Stahlbetontechnik unter einem Pultdach erstellte Kirchenbau erhebt sich über einem unregelmässigen, polygonalen Grundriss. Dieser leitet sich aus der Vorstellung einer halbkreisförmig um einen Redner versammelten Gruppe ab. Die Decke der trapezförmigen Raumhülle steigt nach Osten hin an, der Chor ist durch wenige Treppenstufen über das Hauptschiff angehoben. Zwischen den spitzwinklig aufeinandertreffenden Chorwänden erhellt ein raumhohes Fenster mit abstrakter Farbverglasung die Chorpartie. In den Baukörper integriert und dem Hauptschiff angegliedert sind der Taufraum zur Linken des Portals und die Werktagskapelle mit Beichtraum und der daran anschliessenden Sakristei in der westlichen Gebäudehälfte.
Für die künstlerische Gestaltung der Chorpartie, in deren Zentrum über der Altarmensa mit dem Heiligengrab eine Eisensonne mit dem Kruzifixus schwebt, zeichnete Georg Malin verantwortlich. Die Glasbetonfenster bei der Taufkapelle und im Chor entwarf Willy Helbling.